# Without Warning (album)
Pour les articles homonymes, voir Without Warning.
Albums par 21 Savage
Issa Album
(2017) I Am > I Was
(2018)
Albums par Offset
Father of 4
(2019)
Albums par Metro Boomin
Perfect Timing
(2017) Double or Nothing
(2017)
Singles
1. Ric Flair Drip
Sortie : 31 octobre 2017

Without Warning est un album collaboratif de 21 Savage, Offset et du producteur Metro Boomin, publié le 31 octobre 2017.

## Production
Le 30 octobre 2017, Epic Records annonce Without Warning, ainsi que les collaborateurs de l'album,.

## Promotion
Ric Flair Drip est diffusé sur les radios contemporaines rythmiques en tant que premier single de l'album le 1er mars 2018,. La chanson atteint la 13e place du Billboard Hot 100.

## Accueil
Without Warning reçoit des critiques généralement positives. Sur Metacritic, qui attribue une note normalisée sur 100 aux critiques des publications grand public, l'album reçoit une note moyenne de 78, sur la base de neuf critiques. L'agrégateur AnyDecentMusic? lui attribue une note de 7,4 sur 10, sur la base de son évaluation du consensus critique. 

## Liste des pistes
| No  | Titre                                                                                             | Auteur                                                     | Durée |
| --- | ------------------------------------------------------------------------------------------------- | ---------------------------------------------------------- | ----- |
| 1.  | Ghostface Killers (featuring Travis Scott – Produit par Metro Boomin)                             | Shayaa Joseph, Kiari Cephus, Leland Wayne, Jacques Webster | 4:28  |
| 2.  | Rap Saved Me (featuring Quavo – Produit par Metro Boomin)                                         | Joseph, Cephus, Wayne, Quavious Marshall                   | 4:17  |
| 3.  | Ric Flair Drip (performé par Offset et Metro Boomin – Produit par Metro Boomin et Bijan Amir)     | Cephus, Wayne, Bijan Amirkhani                             | 2:52  |
| 4.  | My Choppa Hates Niggas                                                                            | Joseph, Wayne, Kevin Gomringer, Tim Gomringer              | 2:28  |
| 5.  | Nightmare (performé par Offset et Metro Boomin – Produit par Metro Boomin)                        | Cephus, Wayne                                              | 2:27  |
| 6.  | Mad Stalkers (Produit par Metro Boomin et Dre Moon)                                               | Joseph, Cephus, Wayne, Andre Proctor                       | 3:22  |
| 7.  | Disrespectful (Produit par Metro Boomin)                                                          | Joseph, Cephus, Wayne                                      | 2:40  |
| 8.  | Run Up the Racks (performé par 21 Savage et Metro Boomin – Produit par Metro Boomin et Southside) | Joseph, Wayne, Joshua Luellen                              | 3:09  |
| 9.  | Still Serving (Produit par Metro Boomin et Cubeatz)                                               | Joseph, Cephus, Wayne, K. Gomringer, T. Gomringer          | 3:51  |
| 10. | Darth Vader (Produit par Metro Boomin)                                                            | Joseph, Cephus, Wayne                                      | 3:48  |